# Wypalanki (Częstochowa)
Wypalanki – część miasta Częstochowy należąca do dzielnicy Błeszno. Położona na południe od Boru.
Wypalanki zostały przyłączone do Częstochowy 1 lipca 1952 roku. Wcześniej był to przysiółek należący do gminy Wrzosowa.
Funkcjonuje tam rzymskokatolicka parafia św. Jadwigi Śląskiej.